# Potentilla vahliana
Potentilla vahliana är en rosväxtart som beskrevs av Johann Georg Christian Lehmann. Potentilla vahliana ingår i Fingerörtssläktet som ingår i familjen rosväxter. Inga underarter finns listade i Catalogue of Life.